# Бланпен, Жорж
Жорж Бланпен (фр. Georges Blanpain; 12 мая 1907 года — 11 июля 1986 года, Исси-ле-Мулино) — французский альтист.
Окончил Парижскую консерваторию (1929), ученик Мориса Вьё. По приглашению Дирана Алексаняна преподавал в Нормальной школе музыки, одновременно концертируя в ансамбле с другими преподавателями, в том числе с Надей Буланже и Жаком Тибо, а также в качестве первого альта в камерном оркестре под управлением Альфреда Корто. В составе струнного квартета участвовал в осуществлённой Тибо и Корто записи Концерта для скрипки, фортепиано и струнного квартета Эрнеста Шоссона (1931). Выступал также в качестве второго альтиста с квартетом Енё Ленера. С 1946 г. играл в оркестре Опера-комик, позднее в Оркестре Парижа. В 1945—1958 гг. участник квинтета Пьера Жаме.